# 篠田純平
篠田 純平（しのだ じゅんぺい、1985年4月20日 - ）は、神奈川県横浜市鶴見区出身の元プロ野球選手（投手）。左投左打。現在は広島東洋カープの一軍マネージャーを務めている。

## 経歴

### プロ入り前
横浜市立生麦小学校1年時に、横浜市鶴見区軟式少年野球連盟・生麦中部スターズで一塁手兼投手で野球を始める。野球を始めたきっかけは、「近所で野球をやっていた友達から誘われたから。本当はサッカーと迷っていたが、1番仲のいい友達の勧めだったので…。」と述べている（出典：プロ野球ai2008年9月号）。中学から前橋市へ転居し、前橋市立第五中学校を経て、前橋商業高校に進学する。
4番・一塁手で出場し、投手も務めた3年夏の県大会決勝で久米勇紀（元読売ジャイアンツ）を擁する桐生第一高校に敗れて全国高等学校野球選手権大会出場はならなかった。しかし決勝での投球が日大関係者の目に留まり、東都大学野球連盟の日大へ進学し投手に専念する。
2006年秋の東都大学1部リーグで日大はリーグ最下位。1部2部入替え戦の専修大戦で篠田は2試合続けて先発するも第二戦で敗戦投手になり日大も連敗し2部降格。それから篠田は「降格は自分の責任だ」と感じて目の色を変えて練習するようになる。2007年秋の東都大学2部リーグでチームを1位に導き、1部2部入替え戦では1部6位で聖澤諒（元楽天）を擁する國學院大相手に第一戦で1安打完封し、第二戦でもリリーフで好投して1部復帰に大きく貢献した。リーグ戦1部で2勝3敗、2部で7勝2敗。
プロ入りするまでは家族と共にアンチ巨人だった。ちなみに横浜市に住んでいたという事もあって横浜ベイスターズファンで、ファンクラブにも入っていた。後にチームメイトになる石井琢朗が憧れの選手だったという。
2007年の大学・社会人ドラフトで長谷部康平の抽選に外れた広島東洋カープから1巡目指名を受けた。2回目の指名とはいえ3球団（オリックス・バファローズ、読売ジャイアンツ）による競合の末の獲得である。会見では「あこがれはランディ・ジョンソン。150キロを出してローテーションに入りたい」と目標を掲げた。2007年11月23日、群馬県高崎市内のホテルで球団との交渉に臨み、契約金1億円、年俸1500万円（金額は推定）で仮契約した。入団した際のインタビューでは、1985年から1991年にかけて、入団時の篠田と同じ背番号14を付けていた津田恒実の墓（山口県周南市）参りにいずれ行きたいと述べている。

### プロ入り後
初年度の2008年は､新年の自主トレ期間から春季キャンプに掛けて大学卒業の単位習得と短期間の入院もあって出遅れた。開幕一軍はならなかったものの、二軍では先発ローテーションを任され好調を維持すると、5月5日に一軍昇格。同日リリーフでプロ初登板。プロ2戦目のヤクルト戦で先発を任されて初勝利を挙げる。6月6日のオリックス戦（広島県立びんご運動公園野球場）で制球難で自滅し二軍落ち。山内泰幸二軍投手コーチのもとで心身ともに鍛えなおされる。試合で後述のサングラスを使用するようになったのもこの頃である。8月に再び一軍に昇格。終盤には再び先発ローテーションを任されるようになった。
2009年1月、1歳年上の女性と入籍。初の開幕一軍を果たすと4月12日のMAZDA Zoom-Zoom スタジアム広島､対中日ドラゴンズ3回戦において初完投・初完封勝利を無四球で達成し前日の前田健太に続く2試合連続の完封勝利となった。しかし5月1日に左肩の違和感により一軍登録を抹消される。三軍でのリハビリ後、二軍で先発として復帰を目指すも調子が上がらず一時は再び三軍での調整となったが、9月に一軍に復帰すると中継ぎとして安定した働きをみせた。
2010年は先発の一角として期待され、開幕第3戦に先発するもすぐに中継ぎへ配置転換された。その後二軍落ちを経て後半戦から再び先発ローテーションに復帰。自己最高となる6勝を挙げた。
2011年も先発ローテーションで開幕し序盤は好投を見せたが、徐々に打ち込まれる試合が増え、5勝に終わった。
2012年、2013年も不本意なシーズンが続き、2013年オフには背番号14を新人の大瀬良大地に譲り、自身は21へと変更になった。
2014年は開幕後暫くはチーム唯一の先発左腕としてローテを担い、4月18日の対横浜DeNAベイスターズ戦では2年振りの勝利を記録。5月9日には7回1失点の好投で3勝目を挙げたが、それ以降は3試合連続で5回持たずに降板するなど試合を作れず、二軍落ちとなった。その後は9月に再昇格し、3試合にリリーフ登板をした。
2015年には一軍公式戦への登板機会がなく、10月26日に球団から戦力外通告を受けたことを機に、現役を引退した。

### 現役引退後
広島の球団職員として、2015年12月1日付で一軍マネージャーへ就任した。

## 人物
視力が悪く、プロ入り後はコンタクトが合わないほどに乱視が悪化している。学生時代や2軍の試合などは昼間にあるため、さほど気にならなかったそうだが、1軍に上がりナイターでの登板だと捕手のサインが見えない時があり不便に感じたという。しかしレーシックはシーズンオフにならないと手術が出来ないため、応急措置として度入りのサングラスをかけて試合に臨むようになる。当初は投球中に外れたりしたため試行錯誤が繰り返され、以後はバンドをつけてズレを防いでいる。その結果、「だいぶ見えて楽になった」という。ちなみに中国新聞夕刊の「今夜の赤ヘル」コーナーによると、サングラスは1個5万円するらしく、今後買い足す予定だと語っている。また、バッターボックスに立つ際はサングラスをかけずに裸眼であるが、その理由は「打つ時ぐらいは、顔を見せようと思って」とのこと。週刊ベースボールの記事では「『サングラスと言ったら篠田』というような存在になりたい」と述べている。

## 詳細情報

### 年度別投手成績
| 年 度     | 球 団     | 登 板 | 先 発 | 完 投 | 完 封 | 無 四 球 | 勝 利 | 敗 戦 | セ 丨 ブ | ホ 丨 ル ド | 勝 率 | 打 者 | 投 球 回 | 被 安 打 | 被 本 塁 打 | 与 四 球 | 敬 遠 | 与 死 球 | 奪 三 振 | 暴 投 | ボ 丨 ク | 失 点 | 自 責 点 | 防 御 率 | W H I P |
| --------- | --------- | ----- | ----- | ----- | ----- | -------- | ----- | ----- | -------- | ----------- | ----- | ----- | -------- | -------- | ----------- | -------- | ----- | -------- | -------- | ----- | -------- | ----- | -------- | -------- | ------- |
| 2008      | 広島      | 15    | 12    | 0     | 0     | 0        | 3     | 4     | 0        | 0           | .429  | 279   | 64.2     | 71       | 5           | 20       | 2     | 1        | 41       | 0     | 0        | 33    | 31       | 4.31     | 1.41    |
| 2009      | 広島      | 13    | 4     | 1     | 1     | 1        | 2     | 1     | 0        | 1           | .667  | 153   | 39.2     | 29       | 3           | 8        | 0     | 0        | 29       | 0     | 0        | 8     | 8        | 1.82     | 0.93    |
| 2010      | 広島      | 34    | 14    | 0     | 0     | 0        | 6     | 6     | 0        | 4           | .500  | 478   | 108.2    | 119      | 13          | 44       | 3     | 4        | 58       | 7     | 0        | 56    | 54       | 4.47     | 1.50    |
| 2011      | 広島      | 17    | 16    | 1     | 1     | 0        | 5     | 7     | 0        | 0           | .417  | 395   | 93.2     | 94       | 8           | 28       | 0     | 0        | 49       | 5     | 0        | 50    | 43       | 4.13     | 1.30    |
| 2012      | 広島      | 7     | 5     | 0     | 0     | 0        | 1     | 3     | 0        | 0           | .250  | 127   | 27.2     | 39       | 4           | 11       | 1     | 1        | 12       | 2     | 0        | 15    | 15       | 4.88     | 1.81    |
| 2013      | 広島      | 1     | 1     | 0     | 0     | 0        | 0     | 1     | 0        | 0           | .000  | 28    | 5.0      | 10       | 2           | 3        | 0     | 0        | 0        | 1     | 0        | 7     | 6        | 10.80    | 2.60    |
| 2014      | 広島      | 12    | 9     | 0     | 0     | 0        | 3     | 4     | 0        | 0           | .429  | 223   | 51.2     | 61       | 5           | 14       | 0     | 1        | 24       | 0     | 0        | 29    | 27       | 4.70     | 1.45    |
| 通算：7年 | 通算：7年 | 99    | 61    | 2     | 2     | 1        | 20    | 26    | 0        | 5           | .435  | 1683  | 391.0    | 423      | 40          | 128      | 6     | 7        | 213      | 15    | 0        | 198   | 184      | 4.24     | 1.41    |

### 記録
投手記録
- 初登板：2008年5月5日、対横浜ベイスターズ9回戦（広島市民球場）、4回表に2番手で救援登板、3回無失点
- 初奪三振：同上、4回表に金城龍彦から空振り三振
- 初先発・初勝利：2008年5月11日、対東京ヤクルトスワローズ5回戦（明治神宮野球場）、5回2/3を1失点
- 初完投勝利・初完封勝利：2009年4月12日、対中日ドラゴンズ3回戦（MAZDA Zoom-Zoom スタジアム広島）
- 初ホールド：2009年9月29日、対横浜ベイスターズ21回戦（MAZDA Zoom-Zoom スタジアム広島）、7回表に2番手で救援登板、1/3回を無失点

打撃記録
- 初安打：2008年5月17日、対読売ジャイアンツ8回戦（東京ドーム）、5回表にセス・グライシンガーから右前安打
- 初打点：2010年8月10日、対阪神タイガース13回戦（MAZDA Zoom-Zoom スタジアム広島）、4回裏にランディ・メッセンジャーから右中間へ3点適時三塁打

### 背番号
- 14 （2008年 - 2013年）
- 21 （2014年 - 2015年）